# Акулы-няньки
Акулы-няньки, или гинглимостоматовые (лат. Ginglymostomatidae) — распространённое в солёных водах всего мира семейство акул из отряда воббегонгообразных. Включает 3 монотипических рода. Акулы-няньки распространены в мелких водах тропиков и субтропиков, это неторопливые и покорные обитатели дна. На людей нападают только тогда, когда чувствуют прямую угрозу своей жизни.
Английское название акул-нянек англ. nurse shark — очевидно, искажение более старого слова «nusse», относившегося к так называемым кошачьим акулам из семейства Scyliorhinidae. Научное название семейства лат. Ginglymostomatidae происходит от слов греч. γίγγλυμος — «петля», «шарнир» и греч. στόμα — «рот».

## Таксономия
Семейство акул-нянек официально признано на основании работ Компаньо (1973 и 1982) и Эпплгейта (1974), которые восстановили семейство Ginglymostomatidae и прочие воббегонгообразные семейственные группы таксонов, описанные Гиллом в 1862 году. Род акул-небрий иногда рассматривается как синоним или подрод рода усатых акул-нянек, либо род акул-нянек признают синонимом акул-небрий. Однако эти роды имеют различия в структурных характеристиках зубов. Компаньо условно отнёс короткохвостую акулу-няньку к тому же роду, что и усатую акулу-няньку, однако отметил, что они имеют существенные морфологические отличия, и последняя ближе к акуле-небрии, в свою очередь отличающуюся структурой зубов.

## Внешний вид
У акул-нянек тело цилиндрической формы или слегка сжато, хребты по бокам отсутствуют. Голова широкая и приплюснутая, рыло закруглённое или усечённое. Глаза расположены дорсолатерально или латерально, окологлазничные впадины отсутствуют. Жаберные щели маленькие, пятая практически перекрывает четвёртую. Внешние жаберные щели лишены Фильтрующие жаберные тычинки отсутствуют.
Крупнейшая представительница семейства — усатая акула-нянька (лат. Ginglymostoma cirratum) — может дорастать до 4,3 метров в длину. Ржавая акула-нянька (Nebrius ferrugineus) мельче, её максимальная зарегистрированная длина 3,2 метров. Короткохвостая акула-нянька (Pseudoginglymostoma brevicaudatum) признана самой мелкой в семействе, её длина достигает только 75 см.
Усатые акулы-няньки весят до 110 кг. Окраска от желтоватой до тёмно-коричневой. У них мясистые и закруглённые грудные плавники, которые крупнее брюшных плавников. Два спинных плавника одинакового размера или второй чуть меньше. Шипы у их основания отсутствуют. Брюшные и анальный плавники симметричны спинным. Анальный плавник одинакового размера с вторым спинным плавником. Длина хвоста превышает ¼ длины тела. Латеральные кили и прекаудальная выемка на хвостовом стебле отсутствуют. У края верхней лопасти хвостового плавника имеется вентральная выемка. Верхняя лопасть слегка возвышается над апексом туловища. Нижняя лопасть отсутствует или очень маленькая.
Наиболее характерная черта всех акул-нянек — это их пасть. Она довольно крупная, поперечная, находится на нижней стороне головы между концом рыла и уровнем глаз. Симфизальная бороздка на подбородке отсутствует. Такое расположение пасти указывает на донный образ жизни этих акул. На нижней челюсти есть 2 мягких усика — это органы обоняния. Ими акула обнюхивает дно в поисках спрятавшейся добычи. Складки и бороздки вокруг ноздрей отсутствуют. Позади каждого глаза на том же уровне имеется небольшое отверстие, называемое брызгальцем. Это часть дыхательной системы, через брызгальце в жабры втягивается вода. Брызгальца намного меньше глаз. Зубы — плоские, треугольные, с пильчатыми краями. Вырастают независимо друг от друга и постоянно меняются в течение всей жизни животного.

## Образ жизни
Акулы-няньки распространены в субтропических и тропических прибрежных водах на глубине от зоны прибоя до 70 м. Они встречаются на коралловых и скалистых рифах, в песчаных лагунах, мангровых болотах иногда настолько мелких, что вода лишь слегка покрывает их тело.
Акулы-няньки — ночные животные. Днём они спят, собираясь в большие группы до 40 особей в каждой. Каждая акула обычно надолго выбирает себе «своё» укрытие — трещину в камне или место под скалой — и спит в этом укрытии каждый день. Ночью эти акулы охотятся поодиночке. Большую часть времени они кружат низко над дном в поисках добычи. Питаются в основном ракообразными, моллюсками, оболочниками, а также рыбой, в частности скатами-хвостоколами.
Считается, что акулы-няньки охотятся и на спящую рыбу, в том числе тех видов, которые в состоянии бодрствования способны легко уйти от преследования. Хотя небольшие рты акул-нянек ограничивают размер возможной добычи, с помощью хорошо развитого горла они могут всасывать пищу. Акулы-няньки также едят кораллы и губки.

## Размножение
Сезон спаривания длится с конца июня по конец июля. Большинство акул-нянек — яйцеживородящие, то есть яйцо развивается и акулёнок вылупляется в организме самки, где продолжает своё развитие и в конце концов рождается. Беременность длится 6 месяцев, в помёте обычно 20-30 детёнышей. Цикл размножения — двухгодичный, самка может снова забеременеть только через полтора года после предыдущего оплодотворения. Акулята рождаются полностью развитыми и пятнистыми, пятна с возрастом пропадают. Длина новорождённых детёнышей усатой акулы-няньки — приблизительно 30 см.

## Классификация
- Ginglymostoma J. P. Müller & Henle, 1837 — Усатые акулы-няньки
  - Ginglymostoma cirratum  Bonnaterre, 1788 — Усатая акула-нянька
- Nebrius  Rüppell, 1837 — Акулы-небрии
  - Nebrius ferrugineus  Lesson, 1831 — Акула-небрия, или ржавая акула-нянька
- Pseudoginglymostoma  Dingerkus, 1986
  - Pseudoginglymostoma brevicaudatum  Günther, 1867

## Взаимодействие с человеком
Акулы-няньки в целом не опасны для человека и не нападают, если их не спровоцировать. Эти акулы часто встречаются в прибрежных водах и становятся объектом кустарного рыбного промысла. Их мясо употребляют в пищу, также ценится богатая жиром печень и прочная шкура, из которой выделывают кожу высокого качества.